# Tyler Bass
Tyler Bass (* 14. Februar 1997 in Columbia, South Carolina) ist ein US-amerikanischer American-Football-Spieler auf der Position des Kickers. Aktuell spielt er für die Buffalo Bills in der National Football League (NFL).

## Frühe Jahre
Bass wurde in Columbia im US-Bundesstaat South Carolina geboren. Er besuchte die Dutch Fork High School in Irmo, South Carolina, an der er zunächst lediglich in der Fußballmannschaft aktiv war. Als die Footballmannschaft seiner Schule jedoch einen neuen Kicker benötigte, nahm er, motiviert von seiner Großmutter, an einem Probetraining teil und konnte überzeugen, sodass er schließlich fester Kicker in der Footballmannschaft seiner High School wurde. Schnell entwickelte er sich zu einem der besten Kicker der Region und konnte den Chris Sailer Award als Kicker des Jahres gewinnen und wurde ins All-State 4-4A Team gewählt. Insgesamt verwandelte er 28 von 33 Field-Goal-Versuchen sowie 239 von 249 Extrapunktversuchen.
Nach seinem Highschoolabschluss erhielt Bass jedoch keine Stipendienangebote von namhaften Colleges. Er entschied sich, als Walk-on ohne Stipendium die Georgia Southern University zu besuchen und dort am Training der Footballmannschaft teilzunehmen. Später erhielt er jedoch ein Stipendium. Bass wurde in seinem ersten Jahr geredshirted, und auch in seinem zweiten Jahr kam er kaum zum Einsatz. Erst in seinem dritten Jahr, der Saison 2017, wurde er zum Stammspieler als Kicker der Schule. Dies blieb er auch in den folgenden zwei Jahren. Insgesamt konnte Bass 54 von 68 Field-Goal-Versuchen sowie 114 von 116 Extrapunktversuchen verwandeln. Er entwickelte sich zu einem der besten Kicker der Sun Belt Conference und wurde 2018 ins First-Team All-Conference, 2017 und 2019 ins Second-Team All-Conference gewählt. Dazu konnte er 2018 mit seinem Team den Camellia Bowl gewinnen.

## NFL
Beim NFL-Draft 2020 wurde Bass in der 6. Runde an 188. Stelle von den Buffalo Bills ausgewählt. Im Vorbereitungscamp setzte Bass sich überraschend gegen Stephen Hauschka durch, der seit 2008 in der Liga und seit 2017 bei den Bills war. So gab Bass sein NFL-Debüt am 1. Spieltag der Saison 2020 beim 27:17-Sieg gegen die New York Jets, bei dem er alle drei Extrapunktversuche sowie zwei von vier Field-Goal-Versuchen verwandelte. Im Rückspiel gegen die New York Jets am 7. Spieltag der Saison, konnte er beim 18:10-Sieg für alle 18 Punkte der Bills sorgen, indem er insgesamt 6 von 8 Field-Goals verwandelte. Auch für Bass war dies eine Karrierehöchstleistung. Am 10. Spieltag konnte er bei der 30:32-Niederlage gegen die Arizona Cardinals drei von drei Field-Goal-Versuchen und Extrapunktversuchen verwandeln. Dabei waren alle Field Goals aus mehr als 54 Yards Entfernung. Somit wurde er zum ersten Kicker in der Geschichte der Bills und erst zum zweiten in der Geschichte der NFL nach Kris Brown im Jahr 2007, dem das gelang. Darunter war auch ein Field Goal aus 58 Yards Entfernung, seine Karrierehöchstleistung. Insgesamt konnte Bass in seiner Rookie-Saison 28 von 34 Field-Goal-Versuchen sowie 57 von 59 Extrapunktversuchen verwandeln. Insgesamt erzielte er somit 141 Punkte und stellte dadurch einen neuen Rekord im Franchise der Bills auf. Diese konnten darüber hinaus in der Saison 13 Spiele gewinnen und verloren dabei nur drei, sodass sie die AFC East gewannen und sich somit für die Playoffs qualifizierten. Bass gab sein Postseasondebüt in der 1. Runde beim 27:24-Sieg gegen die Indianapolis Colts, bei dem er zwei von zwei Field-Goal-Versuchen verwandelte sowie zwei Extrapunkte traf. Darunter war ein Field Goal aus 54 Yards, wodurch er das längste Field Goal eines Rookies in der Postseason erzielte. Nachdem sich die Bills in der 2. Runde auch gegen die Baltimore Ravens durchsetzten, unterlagen sie allerdings den Kansas City Chiefs im AFC Championship Game mit 24:38. Bass steuerte dazu 12 Punkte durch Field Goals bei.
Auch in der Saison 2021 blieb er Stammspieler bei den Bills und entwickelte sich zu einem sehr zuverlässigen Kicker. So wurde er auch zum AFC Special Teams Player of the Month Oktober gewählt, da er in diesem Monat alle seine Field-Goal-Versuche und Extrapunktversuche verwandelte und somit insgesamt 43 Punkte erzielen konnte. Insgesamt verschoss er in der Saison keinen einzigen der 51 Extrapunktversuche der Bills. Da die Bills in der Saison erneut mit 11 Siegen und sechs Niederlagen die AFC East gewinnen konnten, nahmen sie an den Playoffs teil. Dort konnte er allerdings kein weiteres Field Goal erzielen, und in der Divisional Runde unterlagen die Bills erneut den Chiefs, diesmal mit 36:42. In der Saison 2022 blieb er Kicker der Bills. Am 11. Spieltag konnte er beim 31:23-Sieg gegen die Cleveland Browns insgesamt sechs Field Goals erzielen, wodurch er seine Karrierehöchstleistung aus dem Jahr 2020 egalisierte. In der Folge wurde er zum AFC Special Teams Player of the Month November gewählt, da er in diesem Monat nur ein Field Goal verschoss. Wie schon in den Vorsaisons erreichte er mit den Bills die Playoffs, scheiterte diesmal jedoch in der Divisional-Round an den Cincinnati Bengals.
Am 20. April 2023 unterschrieb er einen neuen Vertrag über vier Jahre bei den Bills. So blieb er auch in der folgenden Saison unumstrittener Stammspieler. Statistisch gesehen ließen seine Leistungen jedoch etwas nach, so verwandelte er nur noch 82,8 % seiner Fieldgoalversuche, in den beiden Vorjahren hatte die Quote bei über 87 % gelegen. Dennoch wurde er zum AFC Special Teams Player of the Month September gewählt. Auch 2023 erreichte er mit den Bills die Playoffs, in den beiden Spielen verwandelte er jedoch nur noch zwei von fünf Fieldgoalversuchen. Darunter verschoss er bei der 24:27-Niederlage gegen die Kansas City Chiefs in der Divisional-Round kurz vor Ende der Spielzeit ein Fieldgoalversuch aus 44 Yards, der den Spielstand egalisiert hätte. Bass wurde nach Spielende in den sozialen Netzen mit Morddrohungen überhäuft, sodass er zwischenzeitlich seine Profile deaktivierte.

## Karrierestatistiken
| Legende | Legende            |
| ------- | ------------------ |
| Fett    | Karrierehöchstwert |

### Regular Season
| Saison                             | Team             | Spiele | Fieldgoals | Fieldgoals | Fieldgoals | Fieldgoals | Extrapunkte | Extrapunkte | Extrapunkte | Erzielte Punkte |
| Saison                             | Team             | Spiele | Versuche   | Erzielt    | %          | Längstes   | Versuche    | Erzielt     | %           | Erzielte Punkte |
| ---------------------------------- | ---------------- | ------ | ---------- | ---------- | ---------- | ---------- | ----------- | ----------- | ----------- | --------------- |
| 2020                               | Bills            | 16     | 34         | 28         | 82,4       | 58         | 59          | 57          | 96,6        | 141             |
| 2021                               | Bills            | 17     | 32         | 28         | 87,5       | 57         | 51          | 51          | 100,0       | 135             |
| 2022                               | Bills            | 16     | 31         | 27         | 87,1       | 56         | 50          | 48          | 96,0        | 129             |
| 2023                               | Bills            | 17     | 29         | 24         | 82,8       | 54         | 50          | 49          | 98,0        | 121             |
| 2024                               | Bills            | 17     | 29         | 24         | 82,8       | 61         | 64          | 59          | 92,2        | 131             |
| Gesamte Karriere                   | Gesamte Karriere | 83     | 155        | 131        | 84,5       | 61         | 274         | 264         | 96,4        | 657             |
| Quelle: pro-football-reference.com |                  |        |            |            |            |            |             |             |             |                 |

### Postseason
| Saison                             | Team             | Spiele | Fieldgoals | Fieldgoals | Fieldgoals | Fieldgoals | Extrapunkte | Extrapunkte | Extrapunkte | Erzielte Punkte |
| Saison                             | Team             | Spiele | Versuche   | Erzielt    | %          | Längstes   | Versuche    | Erzielt     | %           | Erzielte Punkte |
| ---------------------------------- | ---------------- | ------ | ---------- | ---------- | ---------- | ---------- | ----------- | ----------- | ----------- | --------------- |
| 2020                               | Bills            | 3      | 9          | 7          | 77,8       | 57         | 6           | 5           | 83,3        | 26              |
| 2021                               | Bills            | 2      | 0          | 0          | 0,0        | 0          | 11          | 9           | 81,8        | 9               |
| 2022                               | Bills            | 2      | 3          | 3          | 100,0      | 39         | 5           | 5           | 100,0       | 14              |
| 2023                               | Bills            | 2      | 5          | 2          | 40,0       | 45         | 7           | 7           | 100,0       | 13              |
| 2024                               | Bills            | 3      | 6          | 6          | 100,0      | 53         | 7           | 7           | 100,0       | 25              |
| Gesamte Karriere                   | Gesamte Karriere | 12     | 23         | 18         | 78,3       | 57         | 36          | 33          | 91,7        | 87              |
| Quelle: pro-football-reference.com |                  |        |            |            |            |            |             |             |             |                 |